# HD 65216 b
HD 65216 b ist ein Exoplanet, der den gelben Zwerg HD 65216 mit einer Periode von (613 ± 11) Tagen auf einer Bahn mit einer vergleichsweise hohen Exzentrizität von 0,4 und einer großen Halbachse von 1,4 AE umrundet. Die Minimalmasse des Begleiters beträgt 1,2 Jupitermassen. Die Entdeckung von HD 65216 b gelang Mayor et al. mit Hilfe der Radialgeschwindigkeitsmethode und wurde im Jahre 2004 publiziert.